# Värendsvallen
Das Värendsvallen ist ein Fußballstadion mit Leichtathletikanlage in der schwedischen Stadt Växjö, Kronobergs län, im Süden des Landes. Es ist die Heimspielstätte des Fußballvereins IFK Växjö. Bis 2012 trat auch der Östers IF hier an, bis zum Umzug in die wenige hundert Meter entfernte und 190 Mio. SEK teure Visma Arena mit 12.173 Plätzen.

## Geschichte
Die Sportanlage wurde im Jahr 1966 eingeweiht. Das Värendsvallen bestand aus zwei Fußballarenen: dem alten Värendsvallen (Fußballplatz mit einer Holztribüne) und dem neuen Värendsvallen. Im alten Värendsvallen trug die Frauenmannschaft von Östers IF die meisten ihrer Heimspiele aus. 2011 wurde es abgerissen, um Platz für die neue Fußballarena zu schaffen.
Des Weiteren befindet sich auf dem Gelände, neben Trainingsplätzen, auch die Vida Arena, welche vom Eishockeyverein Växjö Lakers genutzt wird.

## Fakten
- Die Publikumskapazität vom neuen Värendsvallen (Nya Värendsvallen) liegt bei 13.062 Menschen.[2]
- Nya Värendsvallen verfügt über eine Laufbahn und ein Fußballfeld mit den Maßen 107 × 65 Meter.
- Der Publikumsrekord im alten Värendsvallen liegt bei 21.032 Menschen, beim Qualifikationsspiel Östers IF gegen Hammarby IF am 25. Oktober 1964. Der Rekord von Nya Värendsvallen liegt bei 26.678 Zuschauern und stammt vom Qualifikationsspiel für die Fotbollsallsvenskan zwischen dem Östers IF und IK Brage am 22. Oktober 1967.

## Galerie

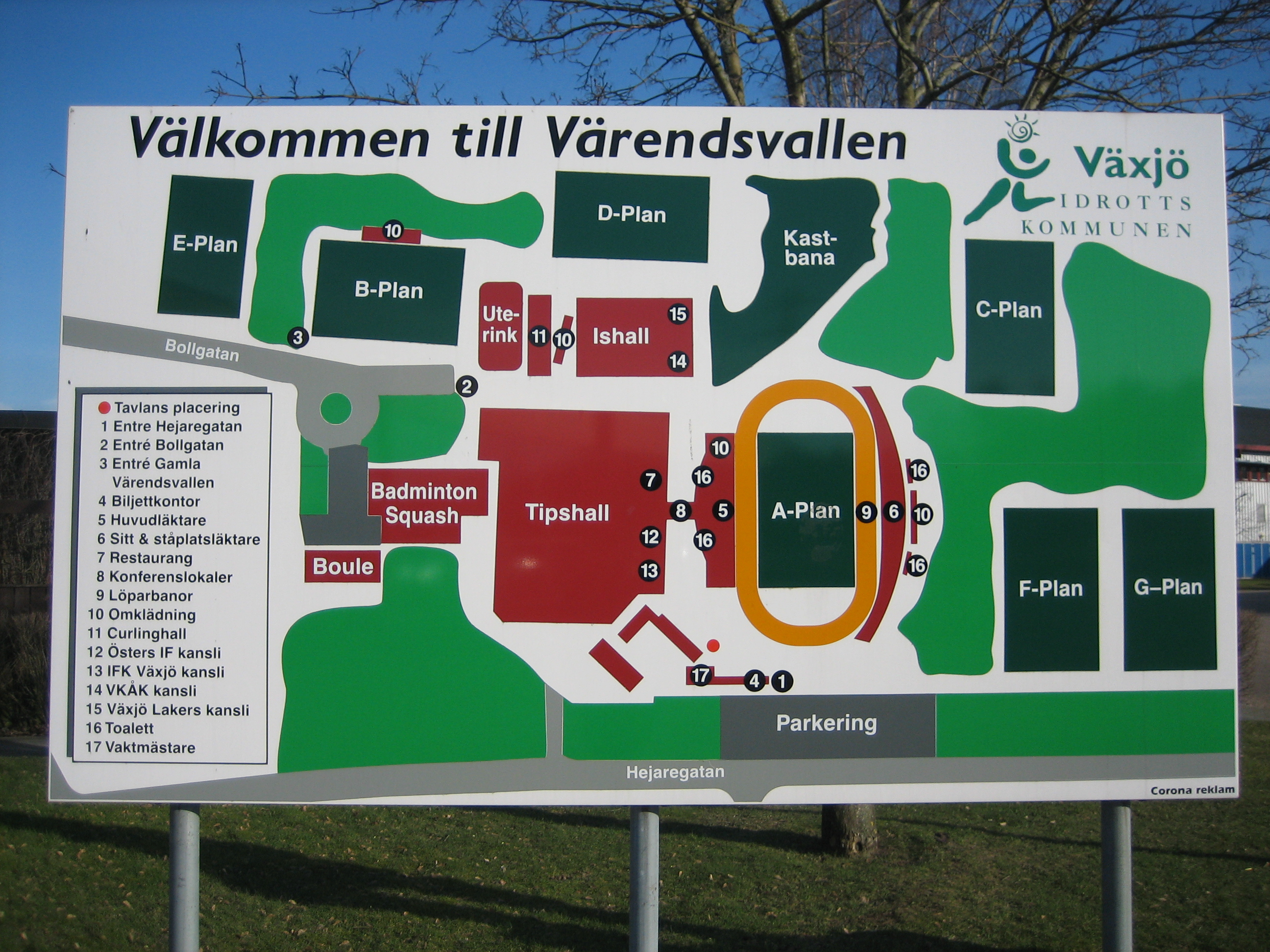
Überblick über den Sportkomplex Värendsvallen mit acht Fußballplätzen (A- bis G-Plan, inklusive Stadion)
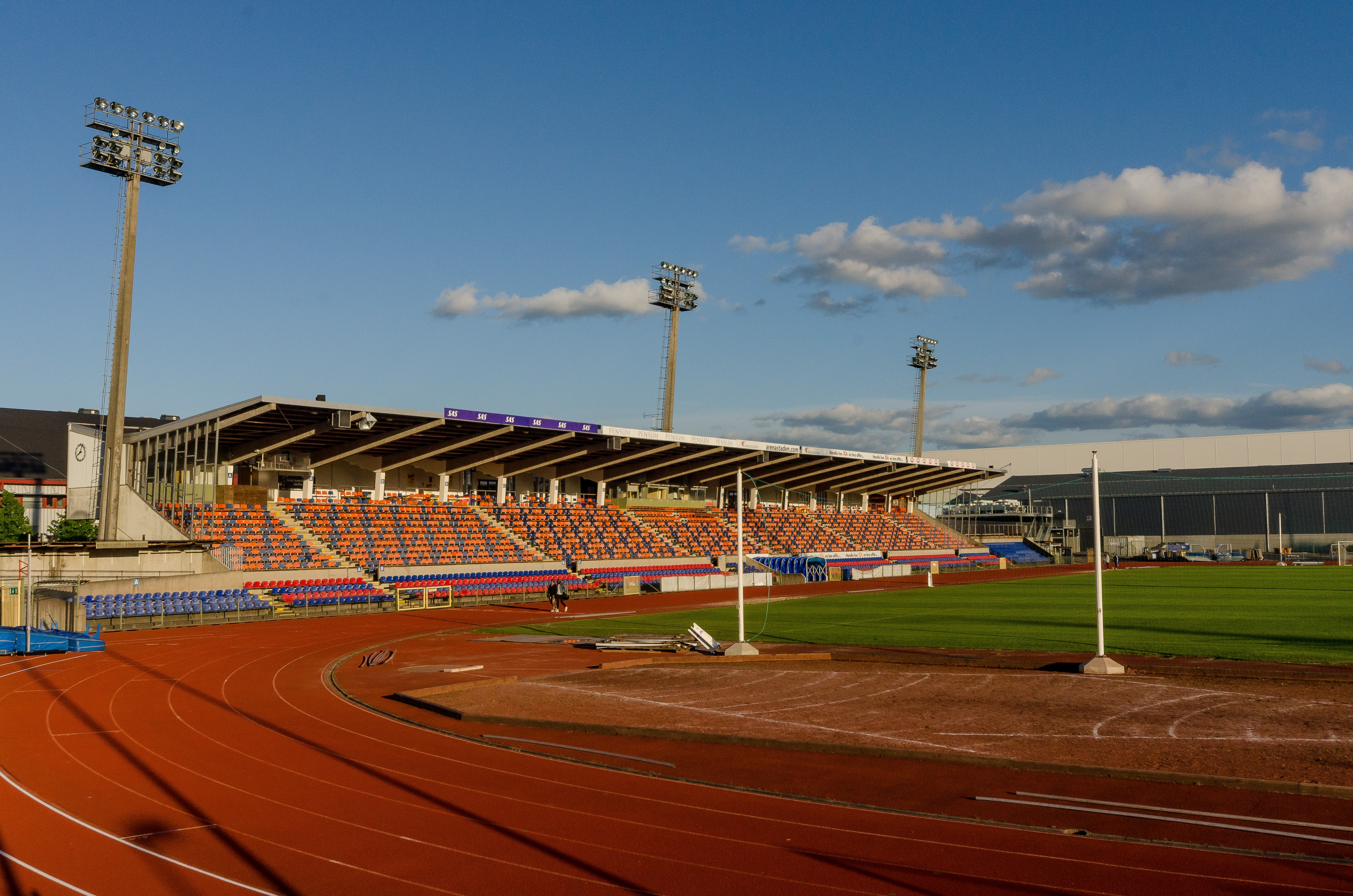
Blick auf die Haupttribüne und rechts im Hintergrund die Trainingshalle (Juni 2012)
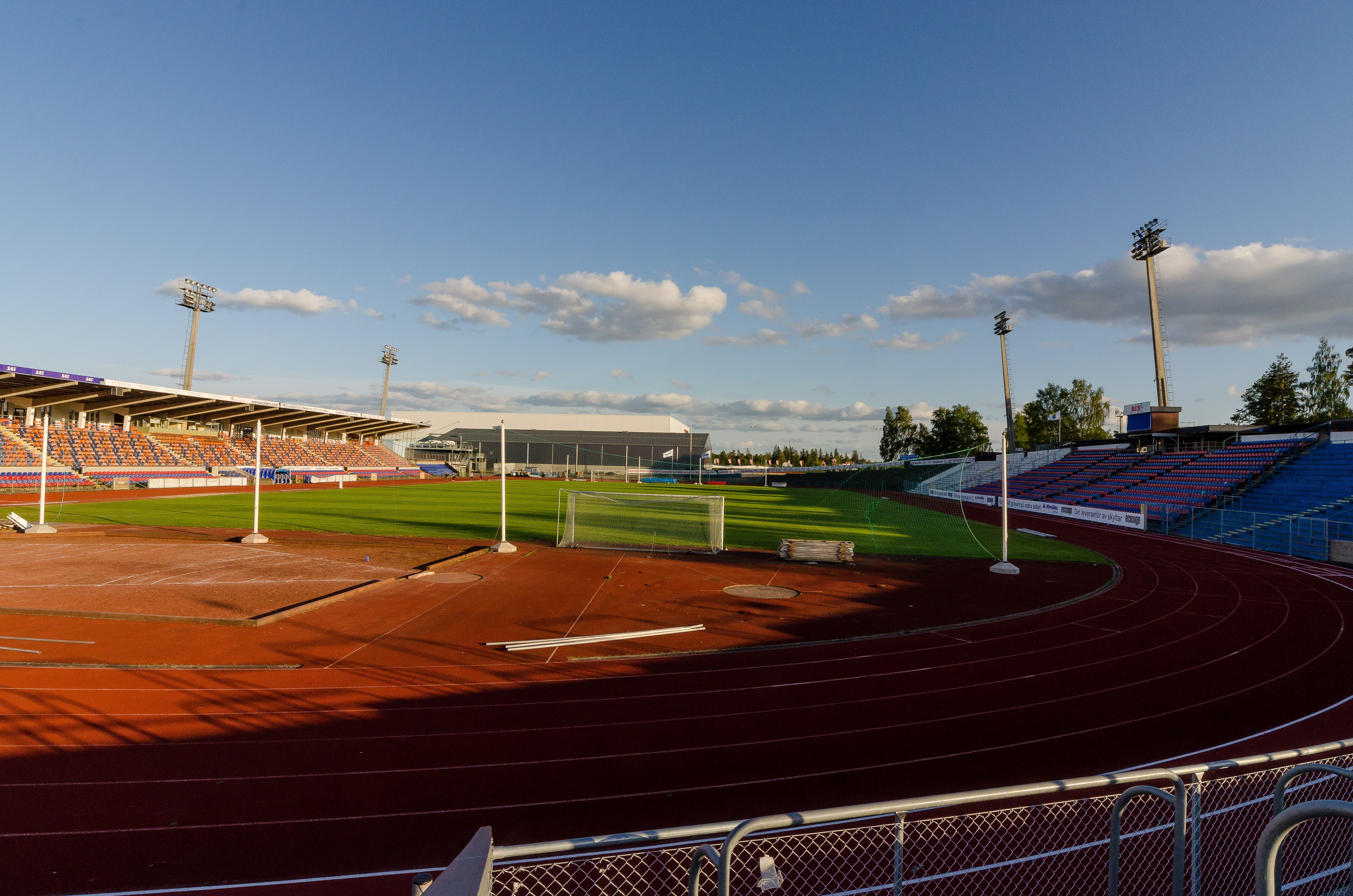
Bild mit der Gegentribüne (Juni 2012)